# Czachówki
Czachówki [t͡ʂaˈxufki] (tiếng Đức: Schackenhof)  là một ngôi làng ở quận hành chính của Gmina Biskupiec, trong huyện Nowomiejski, Warmińsko-Mazurskie, ở miền bắc Ba Lan. Nó nằm khoảng 5 kilômét (3 mi)   phía đông Biskupiec, 14 km (9 mi) về phía tây bắc của Nowe Miasto Lubawskie và 80 km (50 mi) về phía tây nam của thủ đô khu vực Olsztyn.